# De Vos (boek)
De Vos (originele titel: The Fox) is een boek van de Britse auteur Frederick Forsyth, uitgekomen in 2018. Het boek is in het Nederlands vertaald door Guus van der Made. 
Het thema van het boek is digitale oorlogvoering, waarin het belangrijkste wapen een Britse tiener met het syndroom van Asperger blijkt te zijn. Met diens hulp weten de Britten en Amerikanen spectaculaire sabotage-acties tegen Rusland, Iran en Noord-Korea te bewerkstelligen, maar hierdoor wordt de jongen wel het doelwit van de wraakacties van deze landen. De titel van het boek verwijst naar deze jongen, die aanvankelijk de codenaam Vos krijgt, omdat hij in cyberspace gewiekst als een vos is. 
Verdere thema´s die aan bod komen zijn de chantagepolitiek van Rusland, Noord-Korea en Iran. De laatste twee proberen nucleaire ontwapening in te ruilen voor economische hulp, terwijl Rusland Europa afhankelijk probeert te maken van gasleveranties om het zodoende zijn wil op te kunnen leggen, een feit dat in 2022 met de intensivatie van de oorlog in Oekraïne, het stoppen van de gasleveranties en de daaropvolgende economische crisis in Europa, duidelijk aan het licht kwam.

## Verhaal
Een hacker verschaft zich zonder enige moeite toegang tot de computernetwerken van het Pentagon, de CIA en de NSA, maar richt hier geen enkele schade aan. Amerikaanse en Britse cyberexperts traceren de hack tot de Britse tiener Luke Jennings, en de jongen wordt met zijn familie door de SAS opgepakt. De jongen, die Asperger heeft en daardoor een teruggetrokken bestaan op zijn kamer leidt met zijn computer als enige passie, blijkt een zesde zintuig te hebben voor het inbreken in computerbestanden. Zijn enige motief was de uitdaging van het hacken zelf, en de bezitters van de databases erop wijzen dan hun beveiliging toch niet waterdicht is. De woedende Amerikanen schreeuwen om zijn uitlevering (hacken is zowel in het VK als de VS een misdrijf) maar de Britse premier heeft een beter idee. In samenwerking met de Amerikanen wordt de jongen op een geheime locatie onder begeleiding van computerexperts en Sir Adrian Weston, voormalig vice-hoofd van de SIS, aan het werk gezet. Liever een zeikerd in je eigen tent die naar buiten zeikt, dan eentje buiten die naar binnen zeikt.
Enkele weken later laten de Russen te Severodinsk nabij Archangelsk een nieuwe ultramoderne nucleair aangedreven slagkruiser te water die het vlaggeschip van de Russische Pacificische Vloot moet worden. Poetin beveelt dat dit schip opzettelijk de lange tocht om Afro-Eurazië heen door het drukbevaren Engelse Kanaal in plaats van de lange route om Ierland heen moet maken, als provocatie aan het Westen en Russisch machtsvertoon, vergelijkbaar met Roosevelts Great White Fleet. Maar ergens gaat iets mis in het computersysteem en het schip loopt op een zandbank voor de kust van Kent. Het duurt weken voor het uit het zand is getrokken, en loopt hierbij zware averij op waardoor het terug moet varen om te worden opgekalefaterd. Woedend over deze vernedering beveelt Poetin het hoofd van de SVR, Yevgeni Krilov, uit te zoeken wie dit heeft gedaan en de schuldige om te brengen. Krilov is een oude tegenstander van Sir Weston uit de Koude Oorlog en weet al snel via een aantal losse sporen en zijn spionagenetwerk de jongen te traceren. Hij aarzelt hierbij niet via zijn criminele connecties gebruik te maken van brute middelen, zoals ontvoering van een dochter van een Britse ambtenaar en de vader van Luke (die hierbij onbedoeld om het leven komt). Aanvankelijk onderschat hij de beveiliging van de jongen en laat de aanslag uitvoeren door de Nachtwolven, een paramilitaire pro-Poetin motorclub. Dit mislukt jammerlijk en de zes Nachtwolven komen om. 
De volgende sabotage-actie is in samenwerking met de Israëlische Mossad en gericht tegen een geheime Iraanse uraniumverrijkingsinstallatie. Met de toegangscodes die Luke gehackt had, zorgen de cyberexperts dat de cyclotrons die worden gebruikt opzettelijk overbelast worden, met een enorme explosie tot gevolg. De Russen lichten de Iraanse regering in, en de woedende Khamenei stuurt zijn Pasdaran op de jongen af. Door misleiding met acteurs weet de Mossad de Iraniërs wijs te maken dat de aanslag is geslaagd, waarbij wel een verborgen Iraanse verklikker in de Mossad wordt ontmaskerd en vijf van de zes moordenaars gedood. De Amerikanen zeggen het atoomverdrag met Iran op, omdat Iran zich niet aan de afspraak houdt en stiekem toch kernwapens probeert te maken. Een schrale troost voor Iran is dat de jongen blijkbaar nu dood is, en Moskou wordt ingelicht waarop de Russische ambassadeur de Iraniërs feliciteert.
Als vervolgens het Noord-Koreaanse raketprogramma ook gesaboteerd wordt (een in Rusland gekochte raketaandrijving raakt overbelast en ontploft) weigeren de Amerikanen en Zuid-Koreanen nog met het Noorden te onderhandelen over hulp in ruil voor ontwapening- Dit toont immers aan dat het Noorden duidelijk chantagepolitiek bedrijft en net als Iran zich niet aan de afspraak houdt en stiekem toch steeds sterkere kernwapens en raketten met een steeds groter bereik maakt. De Noordkoreanen zijn woedend en geven de Russen de schuld van de mislukking. Ook gaat er wat mis bij de computergestuurde bouw van de TurkStream pijpleiding, waardoor de leiding lekraakt en met zeewater gevuld raakt waarmee deze waardeloos wordt. Hierdoor worden Russische gasleveranties aan Europa gehinderd waardoor Ruslands plan om Europa energie-afhankelijk van Rusland te maken wordt gehinderd. Zo wordt het Krilov en Poetin duidelijk dat ook de Iraniërs hebben gefaald en dat de jongen nog steeds actief is. 
Poetin geeft Krilov een laatste kans en deze stuurt door schade en schande wijsgeworden geen amateuristische paramilitairen meer op de jongen af, maar de allerbeste sluipschutter uit het Russische leger. Maar ook deze aanslag mislukt: de Britten zijn voorbereid en schieten de sluipschutter neer. Krilov verneemt van de mislukking en accepteert zijn arrestatie en aanstaande executie gelaten.
Niet lang daarna slaat het noodlot toe: Luke krijgt een ongeluk en valt met zijn hoofd op een rots waardoor hij hersenletsel oploopt. Hij geneest volledig maar is zijn gave kwijt. Hoewel dit een flinke strop voor de Britten en Amerikanen is, betekent dit wel dat de jongen een normaal leven kan leiden en dat Rusland en Iran niets meer te winnen hebben bij diens dood.  
Met de laatste informatie van Luke kunnen de cyberexperts nog een laatste keer hard toeslaan. Als de Noordkoreanen nog een rakettest uitvoeren, maakt deze rechtsomkeert en vliegt deze naar China waar hij neerstort ten noorden van Beijing. De Chinezen schrikken zich rot en trekken hun handen van deze onbetrouwbare en gevaarlijke bondgenoot af. Dit blijkt de druppel voor het regime: hongerige burgers beginnen winkels en opslagplaatsen te plunderen, Chinese troepen voeren een landing uit, en de Noord-Koreaanse legertop ontdoet zich zelf van Kim Jong-un en diens familie.

## Trivia
- De wijze waarop Luke Jennings door de Britten wordt gevonden en uiteindelijk voor hun belangen ingezet, doet denken aan het karakter Washington Lee uit het boek Avenger.
- Nicolae Ceaușescu wordt aangehaald als voorbeeld voor Noord-Korea; in Roemenië in 1989 was de situatie vergelijkbaar met Noord-Korea en een relatief klein incident leidde uiteindelijk tot de val van het regime. Er wordt verwezen naar het ´Ceaușescu-moment´, het op camera´s vastgelegde moment waarop Ceaușescu tijdens een toespraak hoort dat de mensen ophouden met juichen en boe beginnen te roepen en hier met stomme verbazing op reageert. Het boek noemt echter foutief dat dit tijdens een toespraak in Timișoara was, maar in werkelijkheid was dit tijdens een toespraak in Boekarest. Kim Jong-il zou tegen Condaleeza Rice hebben bekend dat hij zelf altijd bang was voor een ´Ceaușescu-moment´. Ironischerwijze had Ceaușescu zich juist door de Noord-Koreaanse persoonlijkheidscultus laten inspireren tot zijn eigen cultus en totalitaire dictatuur.
- Ter wille van het verhaal zijn de Iraanse en Noord-Koreaanse nucleaire capaciteiten waarschijnlijk flink overdreven.
- Zowel Poetin als de Amerikaanse president worden nergens expliciet bij naam genoemd. Wel verwijzen de beschrijvingen in het boek (levensgeschiedenis, uiterlijk etc.) impliciet naar Poetin.
- In De Vuist van God wordt een soortgelijke manier van uraniumverrijking door Saddam Hoesseins regime genoemd. De reden om voor cyclotrons in plaats van ultracentrifuge te kiezen is dat het laatste een verouderde techniek is en hierdoor minder opvalt.